# Codex Sangallensis 912
Der Codex Sangallensis 912, auch Das palimpsestierte Abba-Ababus-Glossar, ist eine der ältesten Handschriften der Stiftsbibliothek St. Gallen. 
Sie umfasst 158 Blätter und ist kleinformatig (ca. 12,0 × 9,0). Es ist eine neuzeitliche Seitenzählung vorhanden, auf Seite 3 findet sich die Darstellung eines Rhetors in Rednerpose. Auf Seite 4 beginnt das Glossar mit Abba und seiner Erklärung Pater. Der Codex rescriptus wurde im 8. Jahrhundert in der Abtei Bobbio in Halbunziale mit einem neuen Text, einem Glossar, versehen. 
Ursprünglich handelt es sich um Teile eines Psalters und des Buches Jeremia, dazu Auszüge aus Donat und Terenz, die im 5. Jahrhundert geschrieben worden waren. Auf den Seiten 189–190 und 225–226 wurden fehlende oder unlesbar gewordene Abschnitte des Glossars auf unbenutztem Pergament um 800 von einem St. Galler Schreiber ersetzt.